# Mayer (Minnesota)
Mayer város az USA Minnesota államában, Carver megyében. Lakosainak száma 2453 fő (2020. április 1.).

## Népesség
A település népességének változása:

| 2010 | 1 749 |
| 2020 | 2 453 |